# Éditions Slatkine
Slatkine  est une maison d'édition suisse établie à Genève depuis 1964, spécialisée dans la réimpression de textes, de périodiques et de grandes études critiques dans les domaines de la littérature française, de la philologie romane, de la linguistique et de l'histoire de France. 

## Histoire
Mendel Slatkine (en) est un Russe de Rostov qui a atteint une situation prospère dans les assurances. Fuyant bientôt les pogroms de 1905 dans cette ville, il vient s'établir avec sa femme Sonia Selikowna et leurs enfants à Genève en 1909, après être passé par Berlin et Zurich.  Ruiné par les emprunts russes en 1914, il doit faire face à un lourd emprunt et vendre son seul bien : sa bibliothèque. Il crée alors une importante librairie de livres d'occasion à Genève et fonde en 1918 la librairie Slatkine,.

## Ligne éditoriale
Les éditions Slatkine s'attachent à réimprimer les grands dictionnaires de la langue française, ainsi que les périodiques des XVIIe, XVIIIe et XIXe siècles. Son catalogue compte plus de 5 000 titres. Sous le label Slatkine Érudition, on trouve des collections telles que la collection Travaux suisses des Lumières, Travaux des Universités suisses ou encore l'édition de thèses d'universités suisses ou étrangères.
On trouve dans le catalogue notamment les œuvres maîtresses de Léon Savary et des travaux de Charles de Spoelberch de Lovenjoul : Histoire des œuvres de Balzac suivie d'un appendice, Calmann-Lévy, 1888, que Slatkine réédite en 1968, à côté de Autour d'Honoré de Balzac, 1897, ainsi que les Études balzaciennes. Un roman d'amour, 1896 (les deux textes sont réédités par Slatkine en 1973). Parmi les auteurs publiés par Slatkine, on peut également mentionner

## Auteurs publiés

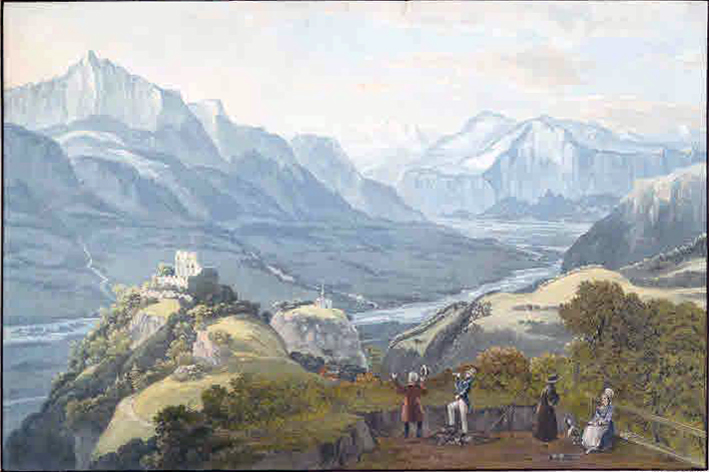
Extrait d'une réédition en 1987 d'un ouvrage de 1826. Schmidt, J., dessinateur ; Friedrich Salathé, graveur. Vue Prättigau (Grisons).

- Éric Alibert
- Thierry Amstutz
- Alain Bernheim
- Serge Bimpage
- Nicolas Bouvier
- Jean-Marie Brandt
- Frank Bridel
- Françoise Buffat
- François Cadic
- Alice de Chambrier
- François Cherix
- Pierre Cormon
- Fanny Desarzens
- Pauline Desnuelles
- Bertrand Duboux
- Julien Dunilac
- André Dupuy
- Marc Eigeldinger
- Nicolas Feuz
- Léna Furlan
- Robert Fred
- Édith Habersaat
- Claude Haegi
- Augustin-Joseph Jacquet
- Corinne Jaquet
- André Klopmann
- Jean-Pierre Leguay
- Eric Lehmann
- Jan Marejko
- Claude Marthaler
- Guy Mettan
- Sandra Modiano
- Daniel Monnat
- Laurent Moutinot
- Pascal Parrone
- Jean Plançon
- Mélissa Pollien
- Bernard Reichel
- Olivier Reverdin
- Mélanie Richoz
- Emmanuelle Robert
- Anne-Frédérique Rochat
- Catherine Rolland
- Alexandre Sadeghi
- Jean de Senarclens
- Claude Torracinta
- Patrick Tort
- Celine Van Till

## Éditions Slatkine &Cie
Slatkine & Cie est une maison d'édition généraliste française établie 3 Rue Corneille à Paris, et fondée en 2016. 
Imprint de la maison suisse Slatkine reprints, Slatkine & Cie publie une quinzaine de livres par an.

La filiale est vendue aux Éditions Trédaniel en février 2023.

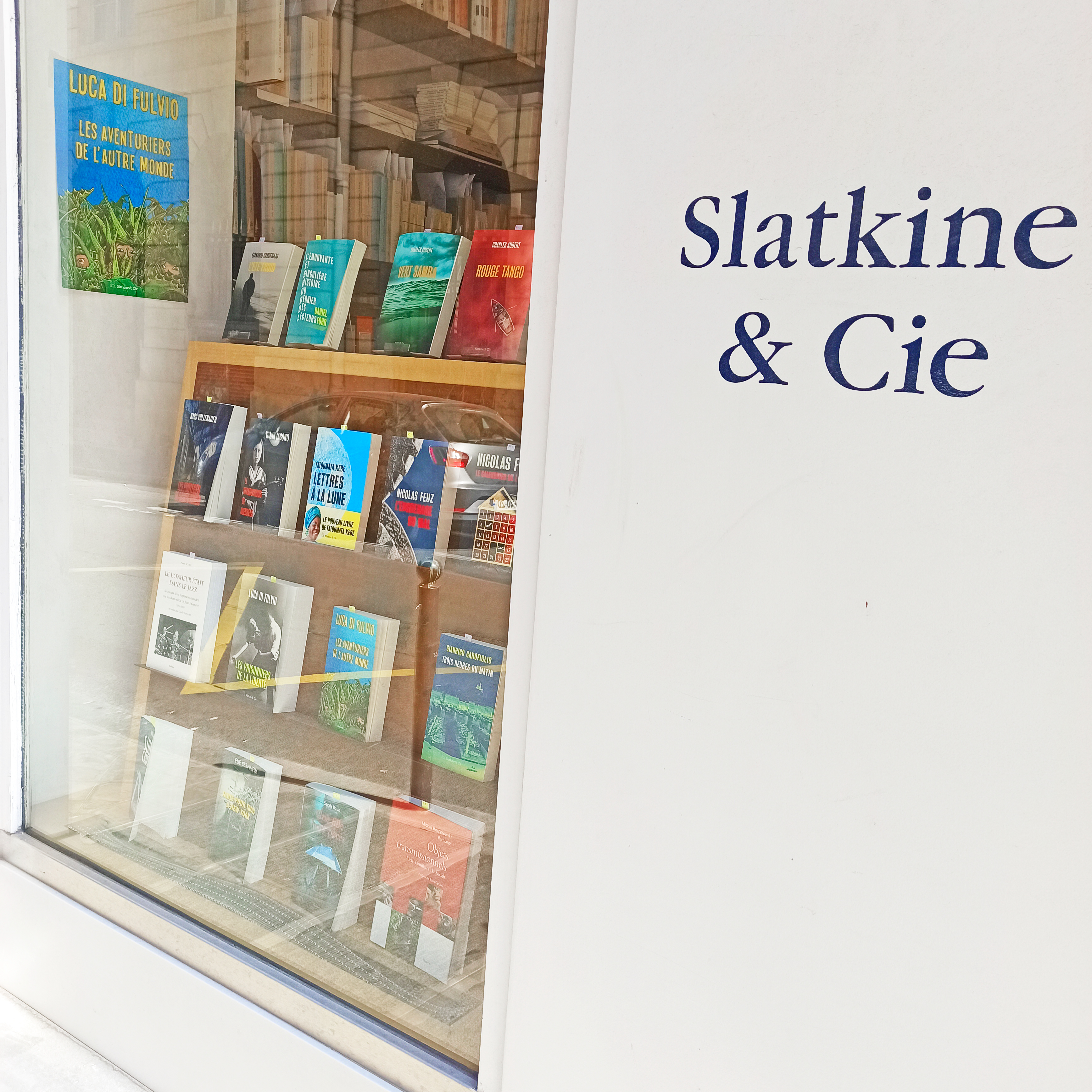
Maison d'édition Slatkine & Cie, 3 Rue Corneille à Paris

### Historique
En mai 2016, les éditions Slatkine à Genève, désireuses d'accéder au marché international, s'associent à l'éditeur Henri Bovet et à Bertrand Favreul pour créer Slatkine & Cie à Paris.
Dès sa première année d'existence, Slatkine & Cie publie Le Gang des rêves de Luca Di Fulvio qui deviendra un best-seller international.

#### Auteurs Slatkine & Compagnie
- Fiona Cummins
- Duke Ellington
- Nicolas Feuz
- Daniel Fohr
- Luca Di Fulvio

- Alice Hoffman

- Alexander Werth